# 莱佩什迪韦尔斯
莱佩什迪韦尔斯（法語：Les Pechs du Vers，法語發音：[le pɛʃ dy vɛʁs]）是法国洛特省的一个市镇，属于卡奥尔区。

## 历史
莱佩什迪韦尔斯成立于2016年1月1日，由圣塞尔南和圣马丹德韦尔斯两个市镇合并而来，其中前者为政府驻地。

## 地理
莱佩什迪韦尔斯（44°35'37"N, 1°34'59"E）面积26.21 平方千米，位于法国奧克西塔尼大區洛特省，该省份为法国西南部内陆省份，北起顺时针与科雷兹省、康塔爾省、阿韦龙省、塔恩-加龙省、洛特-加龍省和多尔多涅省接壤。
与莱佩什迪韦尔斯接壤的市镇（或旧市镇、城区）包括：卡尼亚克迪科斯、洛泽斯、萨巴代勒洛泽斯、塞纳亚克洛泽斯、苏洛梅斯、克尔德科斯、拉莫特卡塞勒、克拉、于塞勒、纳迪亚克、圣索沃尔拉瓦莱。
莱佩什迪韦尔斯的时区为UTC+01:00、UTC+02:00（夏令时）。

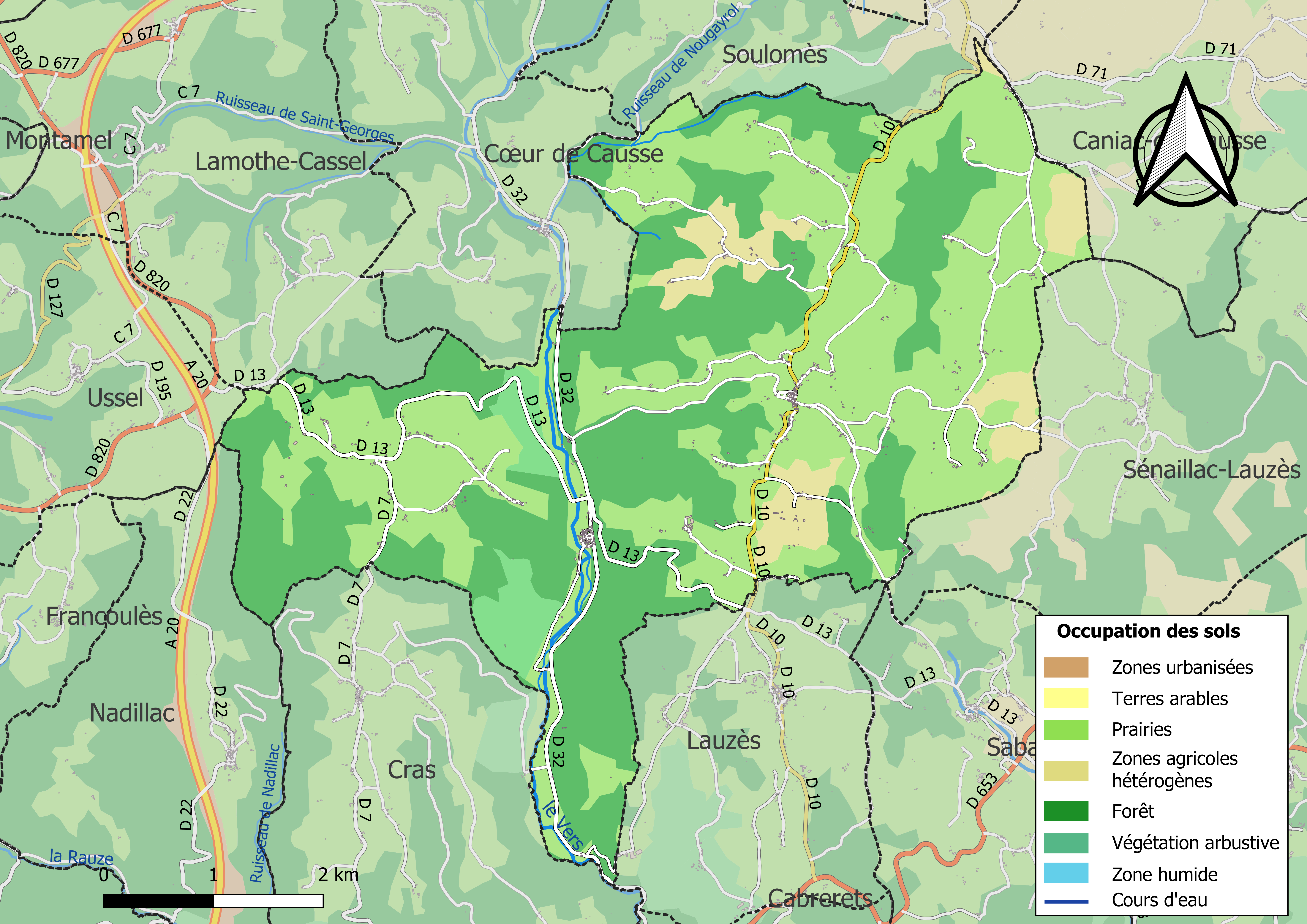
莱佩什迪韦尔斯的OSM定位图

## 行政
莱佩什迪韦尔斯的邮政编码为46360，INSEE市镇编码为46252。

## 政治
莱佩什迪韦尔斯所属的省级选区为科斯与谷地县。

## 人口
莱佩什迪韦尔斯于2022年1月1日时的人口数量为306人。